# Idiosincrasia (farmacología)
En farmacología, la idiosincrasia es una reacción determinada genéticamente y aparentemente anormal que algunos pacientes presentan frente a un fármaco, y para la cual no hay una explicación determinada. Sin embargo, generalmente se utiliza para designar a las reacciones provocadas por la singular dotación enzimática de cada individuo. Un ejemplo de reacción idiosincrática es la sensibilidad a los leucotrienos debido a los AINEs.

## Diferenciación de términos
En muchas ocasiones, la idiosincrasia es equiparada erróneamente con la alergia, sin embargo, en comparación a ésta, no se trata de una reacción antígeno-anticuerpo solo consiste en  tal como su nombre lo indica, en una particularidad de la distribución de los componentes del organismo. A consecuencia de ello, la respuesta a una sustancia determinada, posea o no acción farmacológica, tiene lugar sin sensibilización previa, es decir, aparece en ocasión de la primera administración de la misma. Además, los signos tóxicos de la idiosincrasia son diferentes de los de las reacciones alérgicas. Se cree que la idiosincrasia se halla determinada por un déficit enzimático como una deficiencia de la enzima Glucosa-6-fosfato deshidrogenasa, por ejemplo. Algunas personas pueden presentar síntomas diferentes de aquellos comúnmente observados durante la práctica diaria.

## Ejemplos prácticos
Un ejemplo de idiosincrasia es la púrpura trombocitopénica que se desarrolla en un muy pequeño porcentaje de personas que reciben quinina. Otra es la fotosensibilidad inducida por fenotiacinas, sulfonamidas, griseofulvina y tetraciclinas.
Un ejemplo de idiosincrasia de origen genético, descrita en individuos por el contrario completamente sanos, la constituye la aparición de hemólisis intravasal grave que ocurre en pacientes tras la administración de primaquina. Esta anomalía se observó en un principio en personas de raza negra, pero posteriormente se vio en parte de la población de algunos países mediterráneos como Sicilia, Italia, Grecia, así como entre iraníes y filipinos. Además se ha notado que estos grupos también reaccionan ante otros antipalúdicos como la quinacrina.

## Acciones ante estos eventos
Los médicos tratantes deben estar alerta frente la aparición de estas reacciones ya que ningún fármaco o sustancia farmacológicamente activa está exenta de la posibilidad de producir una respuesta de este tipo. Pocas son las muertes actuales debido a idiosincrasias conocidas a fármacos en virtud de que los pacientes tienen ahora más posibilidad de tratarse en los departamentos de urgencia hospitalarias.